# Racine (Minnesota)
Racine és una població dels Estats Units a l'estat de Minnesota. Segons el cens del 2000 tenia 355 habitants.

## Demografia
Segons el cens del 2000, Racine tenia 355 habitants, 121 habitatges, i 94 famílies. La densitat de població era de 311,5 habitants per km².
Dels 121 habitatges en un 43% hi vivien nens de menys de 18 anys, en un 70,2% hi vivien parelles casades, en un 5,8% dones solteres, i en un 22,3% no eren unitats familiars. En el 15,7% dels habitatges hi vivien persones soles el 7,4% de les quals corresponia a persones de 65 anys o més que vivien soles. El nombre mitjà de persones vivint en cada habitatge era de 2,93 i el nombre mitjà de persones que vivien en cada família era de 3,31.
Per edats la població es repartia de la següent manera: un 30,4% tenia menys de 18 anys, un 7,3% entre 18 i 24, un 34,1% entre 25 i 44, un 20,3% de 45 a 60 i un 7,9% 65 anys o més.
L'edat mediana era de 33 anys. Per cada 100 dones de 18 o més anys hi havia 102,5 homes.
La renda mediana per habitatge era de 53.750 $ i la renda mediana per família de 58.125 $. Els homes tenien una renda mediana de 36.607 $ mentre que les dones 28.958 $. La renda per capita de la població era de 19.755 $. Cap de les famílies estaven per davall del llindar de pobresa.

## Poblacions més properes
El següent diagrama mostra les poblacions més properes.